# 마리 티포
마리 티포(프랑스어: Marie Tifo, 1949년 9월 26일 ~ )는 캐나다의 배우이다. 퀘벡주 종키에르에서 태어났다.

## 영화
- 헨리 (2011년)
- 당 르 방트르 디 드라공 (1989년) - 닥터 조나스 역